# Comuna Bromölla
Bromölla (Bromölla kommun) este o comună din comitatul Skåne län, Suedia, cu o populație de 12.336 locuitori (2013).

## Geografie

### Zone urbane
Lista celor mai mari zone urbane din comună (anul 2015) conform Biroului Central de Statistică al Suediei:
| Nr | Zona urbană | Pop.  |
| -- | ----------- | ----- |
| 1  | Bromölla    | 7.854 |
| 2  | Näsum       | 1.307 |
| 3  | Valje       | 1.067 |
| 4  | Gualöv      | 516   |
| 5  | Nymölla     | 274   |

## Demografie
| \| Evoluția demografică în comuna Bromölla, 1970–2015 \| Evoluția demografică în comuna Bromölla, 1970–2015 \| Evoluția demografică în comuna Bromölla, 1970–2015 \| Evoluția demografică în comuna Bromölla, 1970–2015 \| Evoluția demografică în comuna Bromölla, 1970–2015 \| \| ----------------------------------------------------------------------------------------------------- \| -------------------------------------------------- \| -------------------------------------------------- \| -------------------------------------------------- \| -------------------------------------------------- \| \| An \| \| \| Locuitori \| \| \| 1970 \| 1970 \| \| 10771 \| 10771 \| \| 1975 \| 1975 \| \| 11384 \| 11384 \| \| 1980 \| 1980 \| \| 12069 \| 12069 \| \| 1985 \| 1985 \| \| 12162 \| 12162 \| \| 1990 \| 1990 \| \| 12605 \| 12605 \| \| 1995 \| 1995 \| \| 12437 \| 12437 \| \| 2000 \| 2000 \| \| 12085 \| 12085 \| \| 2005 \| 2005 \| \| 12098 \| 12098 \| \| 2010 \| 2010 \| \| 12272 \| 12272 \| \| 2015 \| 2015 \| \| 12513 \| 12513 \| \| Sursa: SCB - Statistika Centralbyrån, Folkmängd efter region, civilstånd, ålder och kön. År 1968–2016 \| \| \| \| \| |      |  |           |       |
| Evoluția demografică în comuna Bromölla, 1970–2015 |      |  |           |       |
| An |      |  | Locuitori |       |
| 1970 | 1970 |  | 10771     | 10771 |
| 1975 | 1975 |  | 11384     | 11384 |
| 1980 | 1980 |  | 12069     | 12069 |
| 1985 | 1985 |  | 12162     | 12162 |
| 1990 | 1990 |  | 12605     | 12605 |
| 1995 | 1995 |  | 12437     | 12437 |
| 2000 | 2000 |  | 12085     | 12085 |
| 2005 | 2005 |  | 12098     | 12098 |
| 2010 | 2010 |  | 12272     | 12272 |
| 2015 | 2015 |  | 12513     | 12513 |
| Sursa: SCB - Statistika Centralbyrån, Folkmängd efter region, civilstånd, ålder och kön. År 1968–2016 |      |  |           |       |